# تل موهيغان
تل موهيغان، هو جبل في منطقة وسط ولاية نيويورك في نيويورك. يقع في بلدة سبرينغفيلد، جنوب شرق قرية ريتشفيلد سبرينغز وغرب بحيرة ألين. يقع جبل وايونتها شمال شرق تل موهيغان.